# Cellere
Cellere ist eine italienische Gemeinde mit 1075 Einwohnern (Stand 31. Dezember 2023) in der Provinz Viterbo in der Region Latium.

## Geographie
Cellere liegt 117 km nordwestlich von Rom und 41 km nordwestlich von Viterbo.
Es liegt in den Monti Volsini zwischen dem Bolsenasee und Tuscania. Der mittelalterliche Ortskern erstreckt sich auf einem langen schmalen Tuffhügel. Zur Gemeinde gehört das Dorf Pianiano und der Weiler Gabeletta.
Die Nachbargemeinden sind Arlena di Castro, Canino, Ischia di Castro, Piansano, Tessennano und Valentano.

### Verkehr
Cellere liegt an der Staatsstraße SS 312 Via Castrense, die vom Bolsenasee zur Via Aurelia bei Montalto di Castro führt.

## Geschichte
Cellere gehörte 112 Jahre lang, von 1537 bis 1649, zum Herzogtum Castro der Familie Farnese.

## Bevölkerungsentwicklung
| Jahr      | 1881 | 1901 | 1921 | 1936 | 1951 | 1971 | 1991 | 2001 |
| --------- | ---- | ---- | ---- | ---- | ---- | ---- | ---- | ---- |
| Einwohner | 1626 | 2010 | 2222 | 2352 | 2256 | 1852 | 1437 | 1301 |

Quelle: ISTAT

## Politik
Edoardo Giustiniani (Lista Civica: Cellere Per Cellere) wurde am 26. Mai 2019 zum Bürgermeister gewählt und am 12. Juni bestätigt.

## Sehenswürdigkeiten
- Die Kirche Sant'Egidio Abate wurde 1520 von Antonio da Sangallo dem Jüngeren entworfen.
- Das kleine befestigte Dorf Pianiano (14 Einwohner) hat sein mittelalterliches Erscheinungsbild mit zwei Toren und der Kirche San Sigismondo bewahrt.

## Söhne und Töchter des Ortes
- Filippo Ottoni (1938–2023), Drehbuchautor und Film- sowie Synchronregisseur